# Puente de Pamban
El puente de Pamban (en tamil: பாம்பன் பாலம்) es un puente ferroviario que atraviesa el estrecho de Palk, conectando la isla Pamban con el continente, en el estado de Tamil Nadu. En 1964 el puente fue destruido por un ciclón tropical y la compañía Indian Railways lo reconstruyó en 46 días. El 24 de febrero de 2014 se conmemoró el centenario de la inauguración del puente.

## Descripción
El puente está conformado por 145 tramos fijos y dos secciones móviles. Los tramos fijos, fabricados en acero, tienen 12,2 m (40 ft) de largo cada uno. Los dos tramos móviles constituyen la sección levadiza del puente, que permite el cruce de embarcaciones (entre 10 y 15 al mes) por el paso de Pamban. En el tramo levadizo el puente tiene una luz de 66,5 m. La obra de arte tiene un largo total de 2055 metros.
Los pilares del puente fueron construidos sobre una superficie de arenisca y están sujetos a fuertes corrientes, en especial durante la temporada del monzón. Desde mayo hasta agosto predominan los vientos del sudoeste, mientras que desde octubre a enero predomina el monzón con vientos del noreste.
La apertura de la sección levadiza del puente, para permitir el tráfico marítimo, se realiza previa comunicación de la autoridad del puerto de Pamban. Los barcos deben solicitar autorización con 30 minutos de antelación.

## Historia

### Construcción
La compañía ferroviaria de capitales británicos, South Indian Railway comenzó la construcción del puente, en agosto de 1911, bajo la dirección de J.J. Lewis, ingeniero en jefe de la compañía. Las obras finalizaron 3 años más tarde y el puente fue librado al servicio público en diciembre de 1914. A partir de ese momento, la principal conexión entre la India y Sri Lanka, se efectuó con el servicio ferroviario que llegaba hasta Dhanushkodi, en la isla de Pamban, y desde allí, a través de un ferry se continuaba hasta Talaimannar, en Sri Lanka. Este servicio, era más rápido y conveniente que la travesía marítima cruzando el estrecho de Palk entre Thoothukudi y la capital de Sri Lanka, Colombo.

### Ciclón de 1964
El 22 de diciembre de 1964 un ciclón afectó la isla Pamban provocando cuantiosos destrozos. De Dhanushkodi sólo quedaron ruinas y un tren que estaba a pocos kilómetros de la estación fue arrojado al océano, causando la muerte de 120 personas. El puente de Pamban quedó intransitable, aislando a la isla durante los 64 días que duraron los trabajos de reparación. En 1965 se instaló un anemómetro en el puente, para monitorear la velocidad del viento; si este supera los 64 km/h, el tráfico ferroviario se interrumpe de inmediato.

### Cambio de ancho de vía
En 2007 Indian Railways, como parte de su programa de unificación de trocha, modificó el ancho de vía utilizado en el puente y la isla Pamban. El puente estuvo cerrado varios meses mientras se renovaron las vías pasando de la trocha original de un metro (trocha métrica o angosta) a la trocha ancha de 1676 mm utilizada en la mayor parte de la India.

## Imágenes

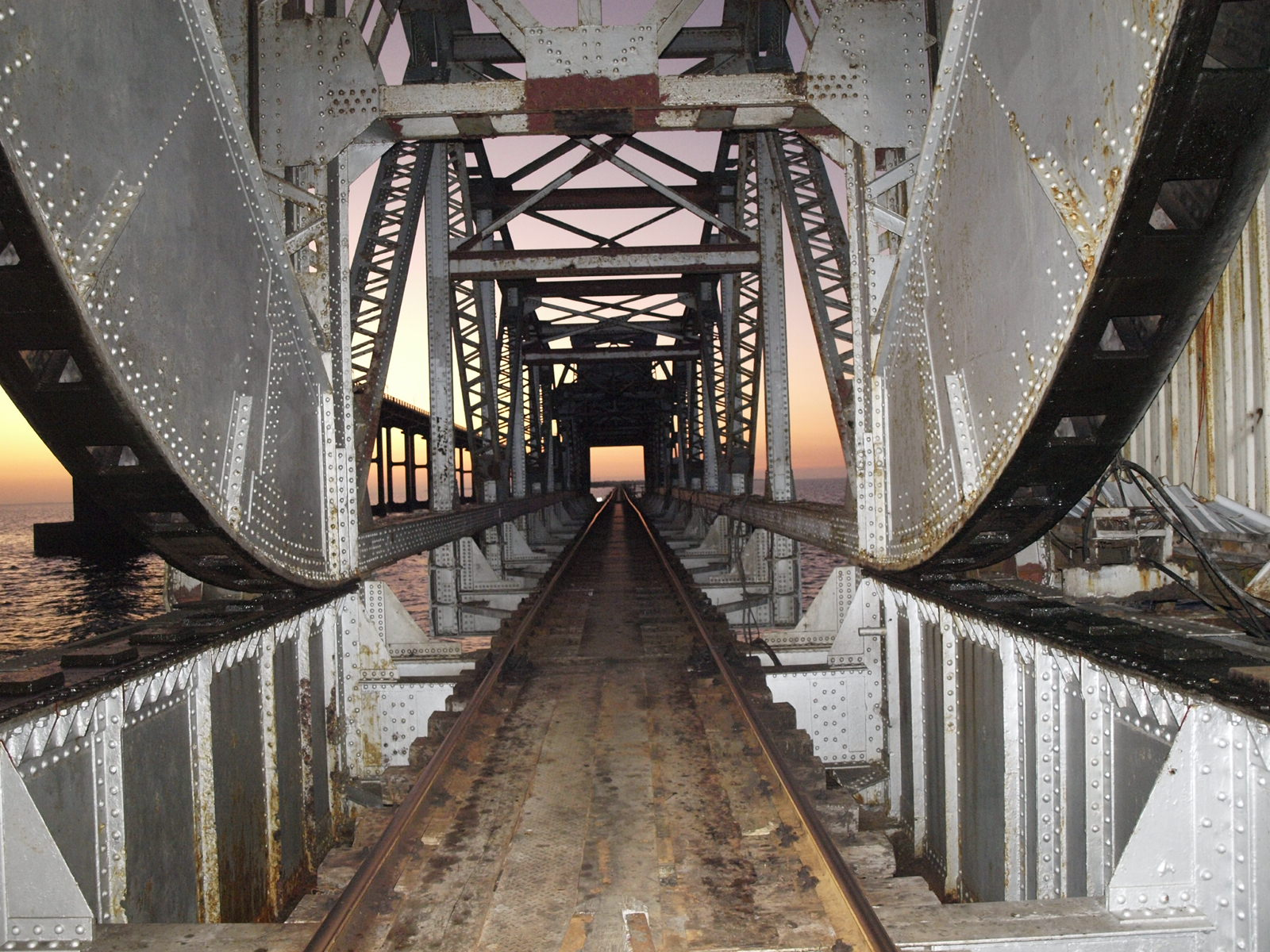
Detalle de la sección levadiza.
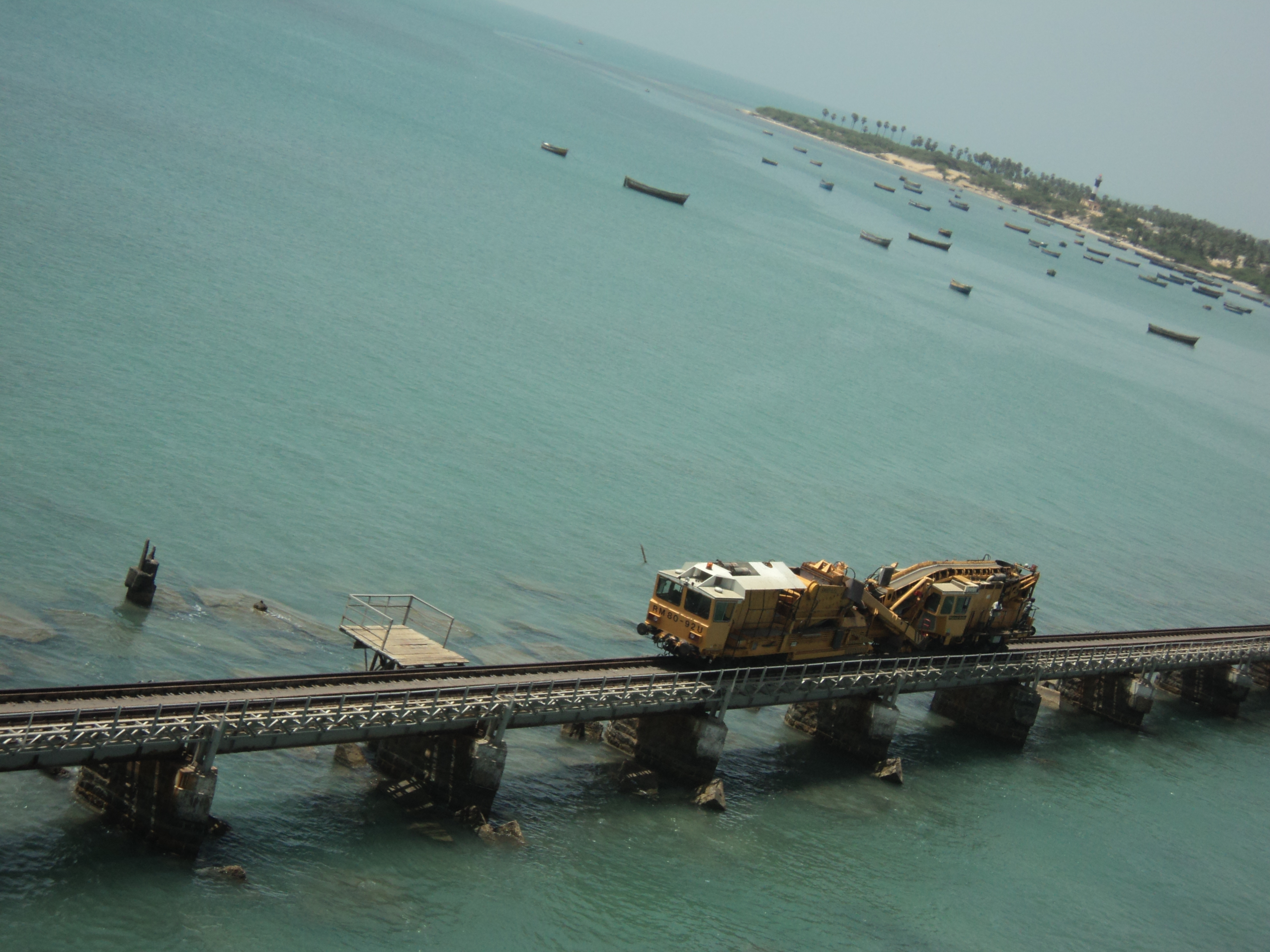
Maquinaria para mantenimiento de vía.
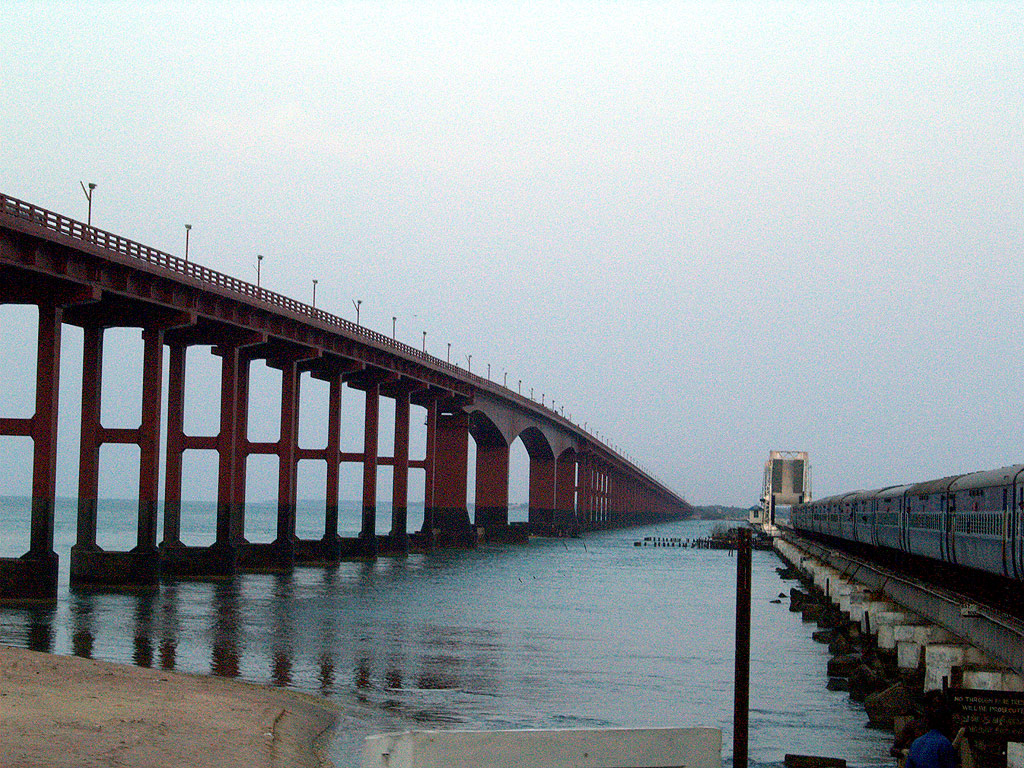
El puente ferroviario y el carretero.
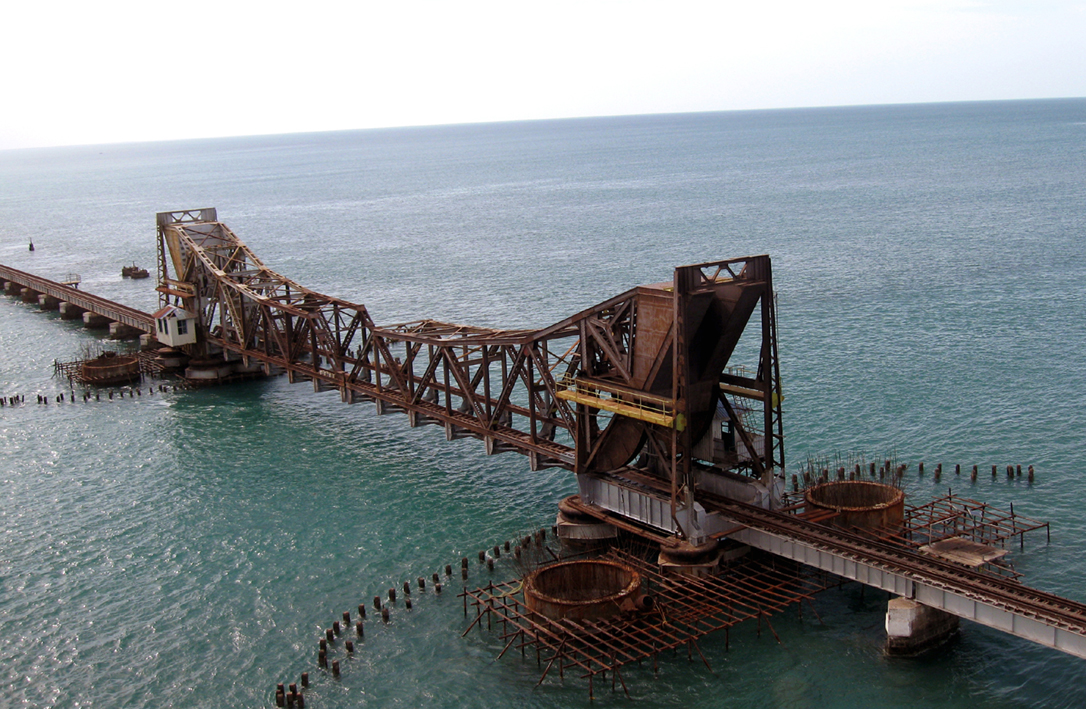
Tramo levadizo sobre el paso de Pamban.